# O-Guruma

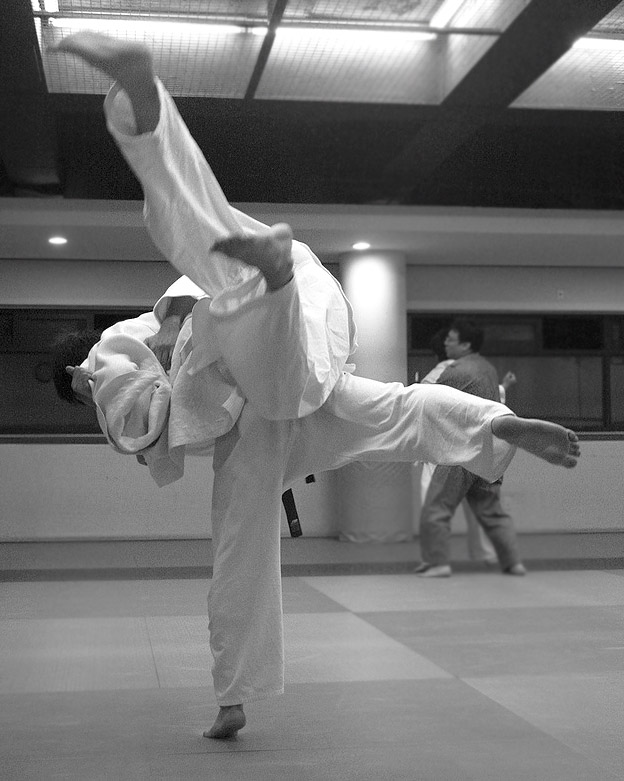
O-Guruma

O-Guruma (grande roue, en japonais : 大車) est une technique de projection du judo. O-Guruma est le 6e mouvement du 4e groupe du gokyo.